# Lawrence E. Cohen
Lawrence E. Cohen är professor i sociologi vid University of California i Davis. Hans områden är kriminologi och ungdomsbrottslighet. 2005 skrev han boken Desisting from Crime med Michael Ezell om förändringar i långsiktigt kriminellt beteende hos tungt kroniska brottslingar. 
Cohen mest kända forskning inom kriminologin är teorin om rutinaktivitet som han formulerade tillsammans med Marcus Felson på slutet av 1970-talet. Teorin utgör i stort den moderna brottspreventionens strategier. Cohen har på senare tid studerat bland annat det relativa förklaringsvärdet hos konkurrerande teorier om kriminalitet och orsakssamband gällande brottsutvecklingen och dess fördelning i USA efter andra världskriget.
Lawrence Cohen tillhör den högerrealistiska forskningstraditionen.